# Intronisation
Ne doit pas être confondu avec Inauguration ou Investiture.

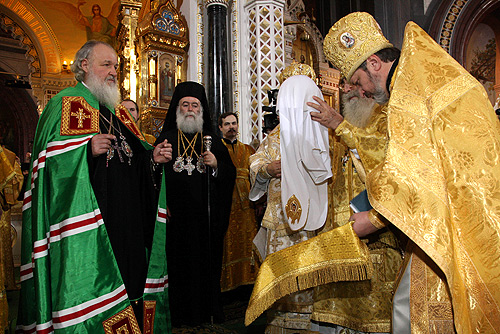
Lors de l'intronisation de Cyrille de Moscou à la fonction de patriarche de Moscou et de toutes les Russies, en 2009.

L'intronisation , ou entrônement[réf. nécessaire], est une cérémonie marquant l'accession officielle d'un monarque à son pouvoir (symbolisé par un trône), d'un dignitaire de l'Église à son poste (dont la vocation d'enseigner est représentée par un siège) ou l'entrée d'un membre dans une confrérie. Par analogie, il s'agit aussi de l'action de placer une personne à une haute fonction, par exemple la présidence. Enfin, on parle aussi d'intronisation pour l'introduction solennelle d'un nouveau membre dans une assemblée, une association ou encore une confrérie.

## Étymologie
En français, le substantif intronisation s'emploie d'abord au sens de « introniser un évêque » (fin du XIVe siècle), puis « introniser un souverain » (début du XVIe siècle). 
Il dérive de introniser, littéralement « placer sur un trône », dont on trouve la trace vers 1223, qui est lui-même un emprunt au latin ecclésiastique inthronizar, « placer sur un trône épiscopal », verbe venant à son tour du grec ancien ἐνθρονíζειν (enthronizein, mettre sur un trône), au sens civil (introniser un roi), mais aussi ecclésiastique (introniser un évêque, par exemple chez Grégoire de Nazianze au IVe siècle),.

## Principe

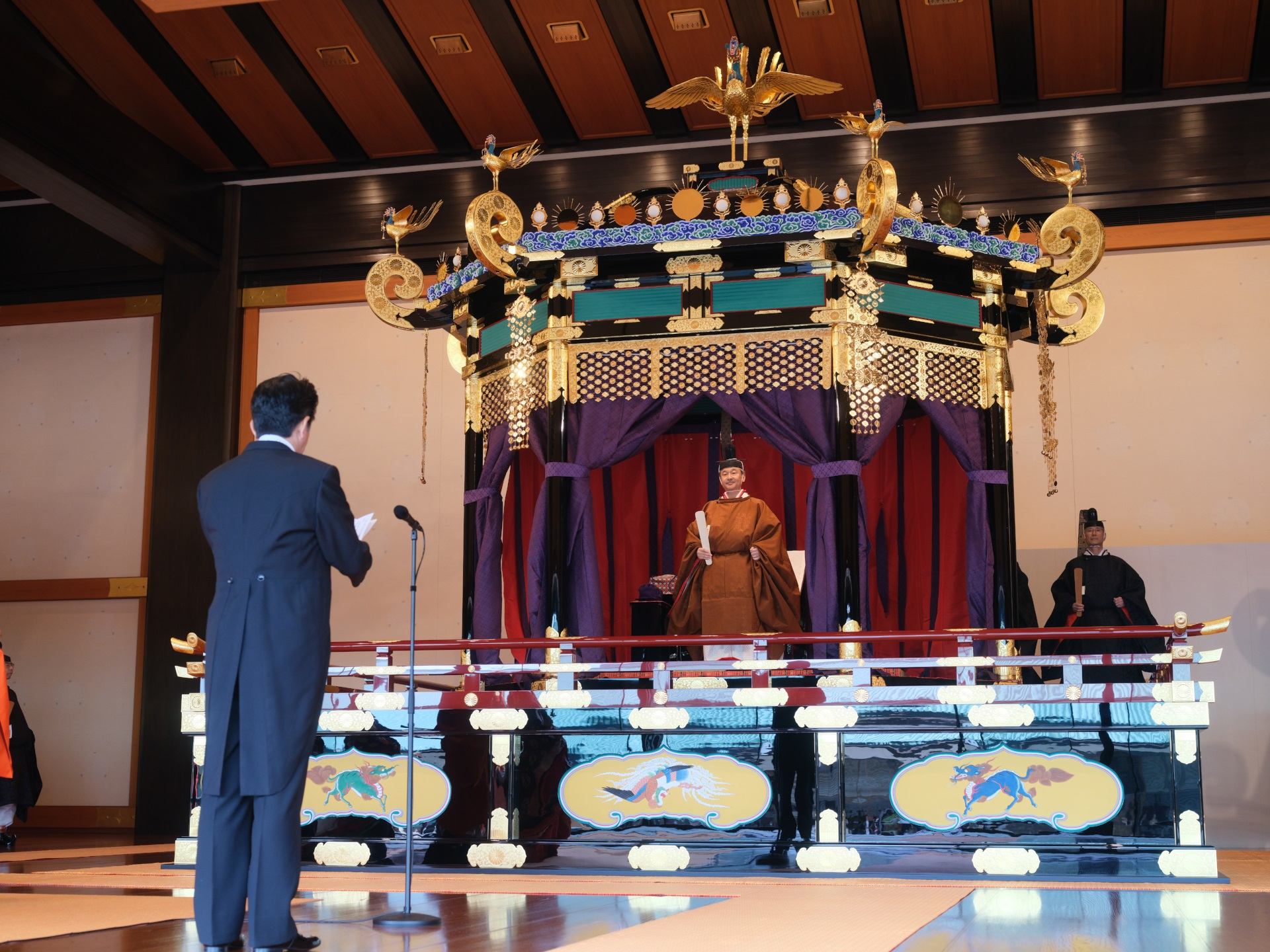
Le premier ministre Shinzō Abe à la cérémonie d'intronisation de l'empereur du Japon, Naruhito, en 2019.

Ce type d'évènement est marqué par un aspect solennel, parfois religieux (comme l'acte de prêter serment), et même quand personne n'est, au sens strict, couronné, on retrouve différents objets symboliques qui jouent un rôle important. Quand on intronise un souverain ou un chef d'État, les membres et chefs d'autres familles royales sont présents, tout comme des personnalités religieuses et politiques. Dans le cas de l'intronisation d'un monarque, il est courant que la population fête y assistent, tandis que la population participe à de grandes fêtes, comme lors de l'intronisation du prince Willem-Alexander, en 2013, aux Pays-Bas.
En fait, on retrouve la pratique de l'intronisation dans des cultures très diverses, depuis l'Antiquité jusqu'à nos jours.

## Grèce antique
Dans la mythologie grecque, c'est après avoir mené la guerre et avoir tué son père Laomédon qu'Héraclès intronise comme nouveau roi de Troie, Priam, le fils de Laodémon.

## Rois de France
Lors du sacre des rois de France, qui se déroulait dans la cathédrale de Reims, le futur souverain était conduit sur le trône par le dignitaire[Lequel ?] et par ses pairs portant la couronne. Une fois sur le trône, il est revêtu du manteau royal et tient le sceptre et la main de justice. Après les prières d'intronisation, les pairs l'acclament en criant « Vivat rex in aeternum » (« Que le roi vive à jamais ! »). Après ce rite, le peuple peut entrer dans la cathédrale.

## Intronisation en Afrique
L'intronisation est tout d'abord, en Afrique noire, basée sur un tabouret caché au public et réservé aux initiés. Le trône ou tabouret est le principale attribut du pouvoir comme le tabouret Ashanti. L'acte d'intronisation est purement spirituel, basé sur le choix des ancêtres qui est de nos jours bafoué par des intérêts personnels et la non-connaissance des us et coutumes. L'initié, le gardien traditionnel ou encore le roi est censé connaître les us et coutumes de sa terre, clan ou région car le règne en Afrique de l'Ouest est lié à la culture et au culte des ancêtres d'où son rôle de chef traditionnel dans la société. Nul n'est intronisé véritablement sans le lien des ancêtres. L'officialisation de l'intronisation devant les juridictions étatiques n'est que la partie infirme de l'intronisation, comme le cas de l'intronisation en Afrique du Sud actualisé par un document administratif. Le roi ne meurt pas, il se réincarne dans celui initié après la mort du roi ou chef. Ce dernier est sélectionné suivant des principes comme appartenant à la lignée royale, il est de bonne moralité, il connaît les us et coutumes ou, parfois, il est désigné par le Fa après consultation. Depuis l'époque ancienne, précisément au XVe siècle, jusqu'au XIXe siècle, le chef ou le roi est initié par un prêtre traditionnel, car le chef initié devient lui-même en partie un prêtre et a le devoir de servir les ancêtres et le peuple.